# Province de Marañón
La province de Marañón (en espagnol : Provincia de Marañón) est l'une des onze provinces de la région de Huánuco, dans le centre du Pérou. Son chef-lieu est la ville de Huacrachuco.

## Géographie
La province couvre une superficie de 3 144,50 km2, au nord-ouest de la région. Elle est limitée au nord par la région de La Libertad et la région de San Martín, à l'est par la province de Leoncio Prado, au sud par la province de Huacaybamba et à l'ouest par la région d'Ancash.

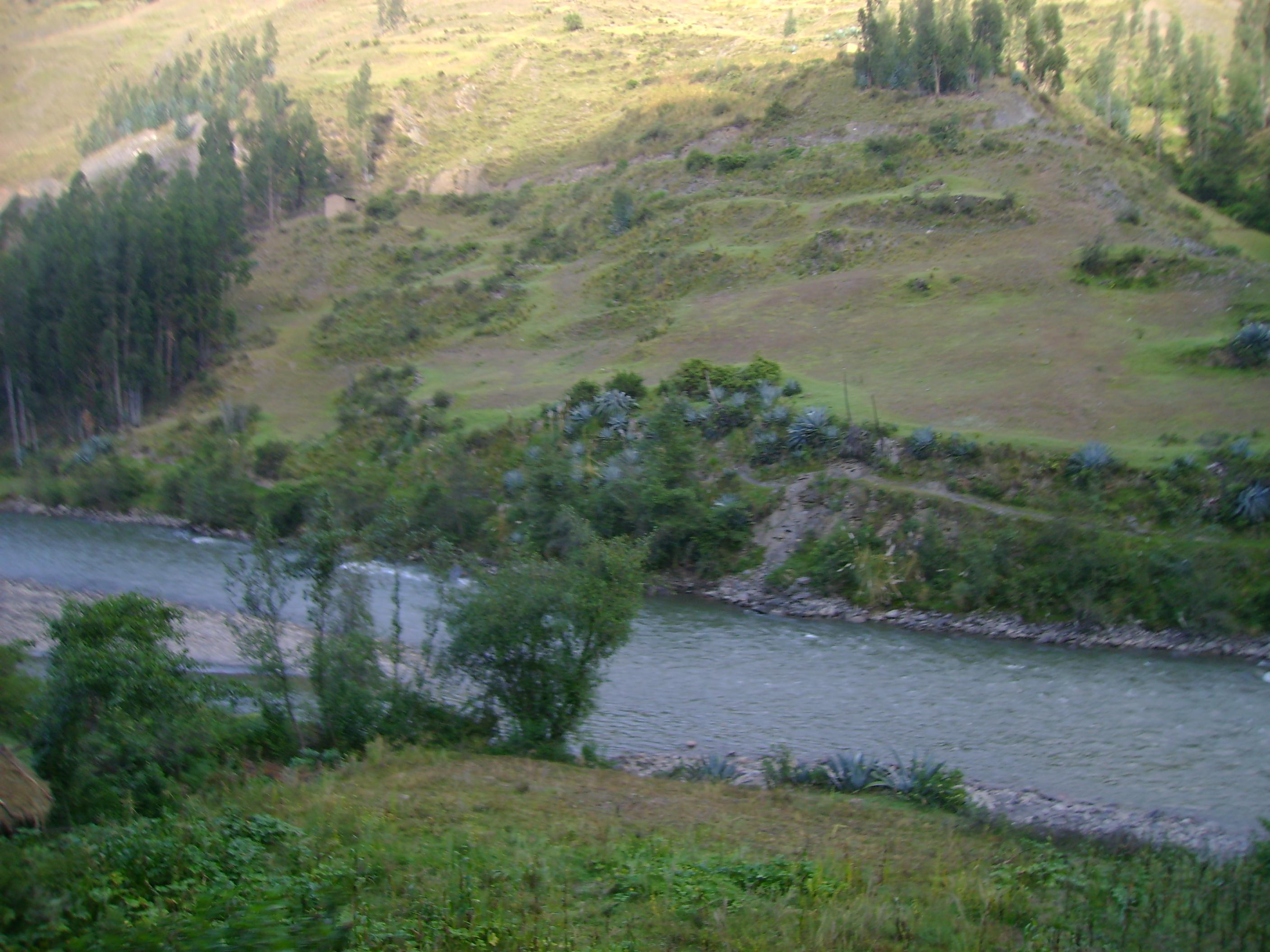
Río Marañón

## Population
La population de la province s'élevait à 24 734 habitants en 2005.

## Subdivisions
La province est divisée en trois districts :
- Cholón
- Huacrachuco
- San Buenaventura